# Gare d'Est-Ceinture
La gare d'Est-Ceinture était un complexe ferroviaire au nord-est de Paris, dans le quartier industriel de l'Évangile.
Construits à partir de 1867, deux établissements distincts assuraient une correspondance entre la ligne de Petite Ceinture (à la halte Est-Ceinture) et les voies de l'Est (à la station Est-Ceinture).
Les installations ont été désaffectées dans les années 1930 puis détruites à partir des années 1960. Aujourd'hui, la gare Rosa-Parks et ses abords nord occupent leur emplacement.

## Situation ferroviaire

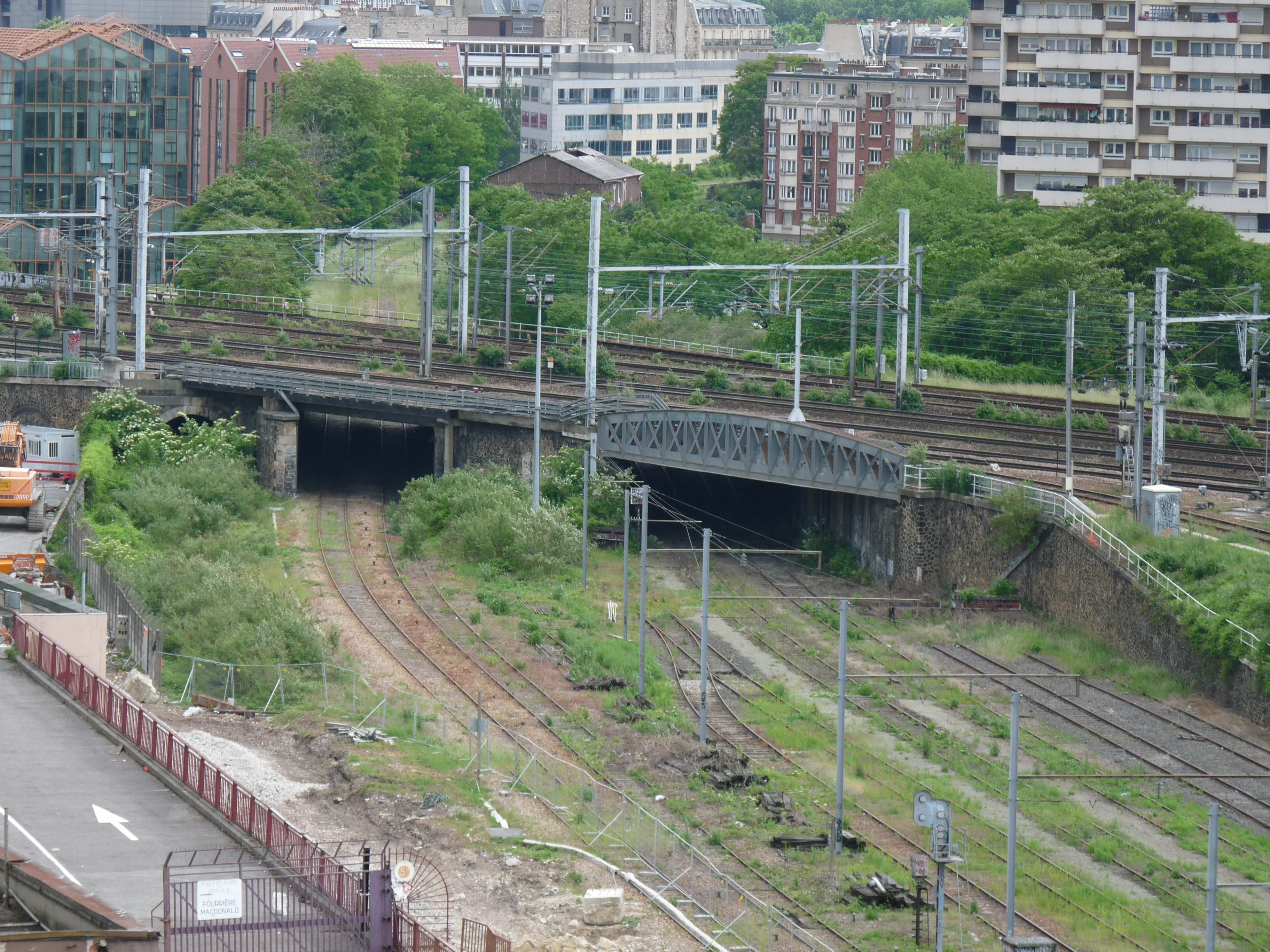
Passage de la Petite Ceinture sous les voies de la gare de l'Est, au sud de l'ancien entrepôt Macdonald. Novembre 2014.

Le complexe Est-Ceinture se situait à l'intersection de la Petite Ceinture  et de la ligne de Paris-Est à Mulhouse-Ville.
Deux établissements accolés portaient le même nom : l'un sous les voies de l'Est, l'autre sur la ligne ferroviaire entourant Paris.
L'ancienne station des grandes lignes se situait à l'endroit précis de l'actuelle gare Rosa-Parks. 
La halte de Petite Ceinture se trouvait entre la gare Rosa-Parks et l'arrêt de tramway homonyme, sur la ligne T3b.

## Histoire

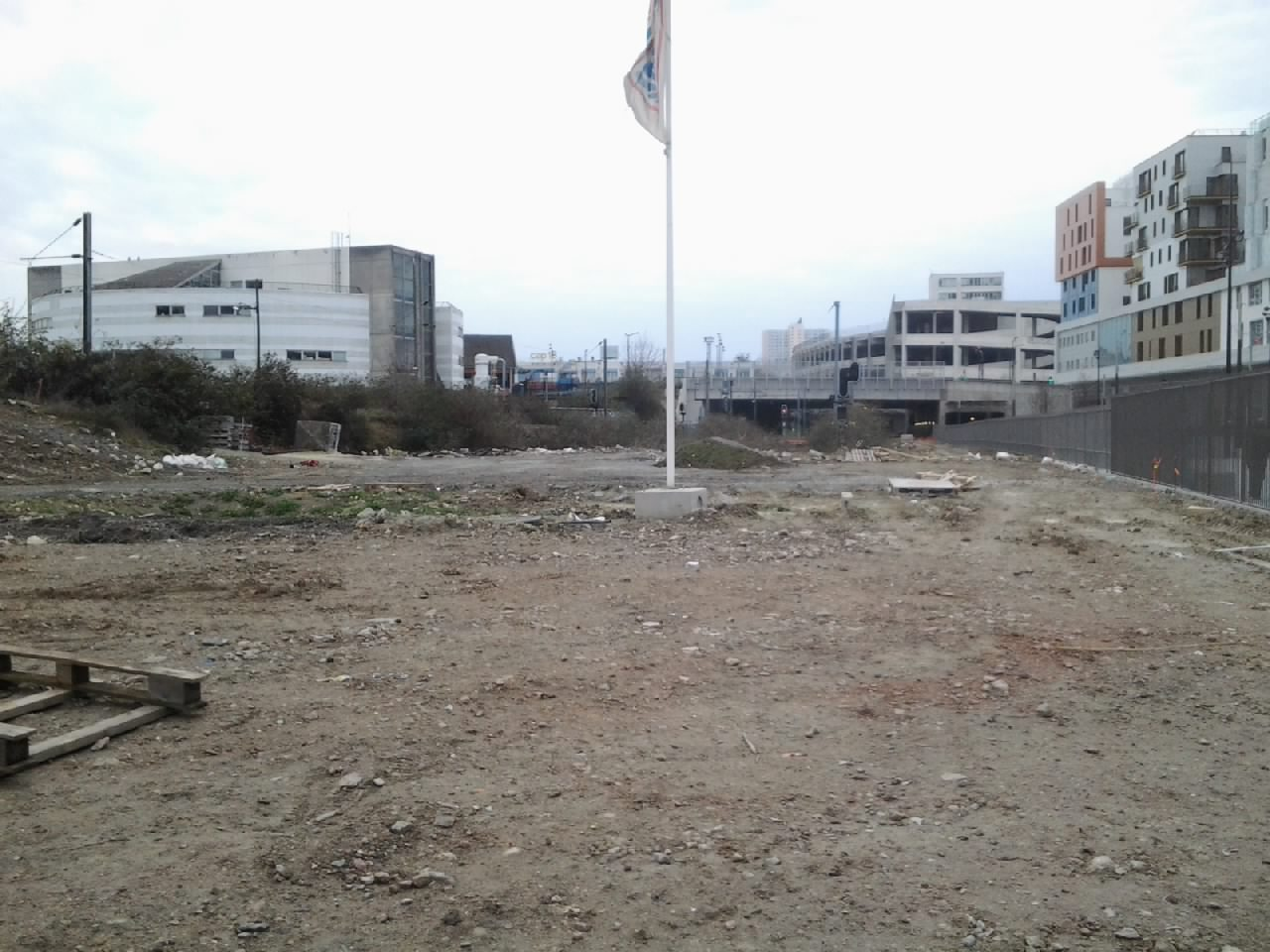
Emplacement de l'ancienne halte Est-Ceinture, entre la gare Rosa-Parks de la ligne E du RER et l'arrêt du même nom de la ligne de tramway T3b. Décembre 2015.

### Deux établissements ferroviaires distincts
La Petite Ceinture passe en faisceau sous les lignes de l'Est. Cette dénivellation impose la création de deux arrêts ferroviaires distincts, qui porteront toutefois le même nom.

#### La halte Est-Ceinture
Sur la Petite Ceinture, la halte Est-Ceinture ouvre au public le 12 juin 1867. Simple lieu de correspondance, elle n'accueille que les voyageurs des lignes de l'Est en transit pour l'Exposition universelle, installée au Champ-de-Mars.
À partir du 20 janvier 1868, elle reçoit tous les passagers du réseau de ceinture. Mais elle présente plusieurs inconvénients :
- son trafic se limite aux correspondances avec les grandes lignes ;
- son activité décroît sensiblement dès la fermeture de l'Exposition universelle ;
- elle n'offre aucun accès à la voie publique ;
- elle subit très vite la concurrence de la gare du pont de Flandre voisine, tout juste inaugurée, qui draine presque toute la population ouvrière du quartier.

Elle ferme en avril 1869.
L'Exposition universelle de 1878 entraîne sa réouverture. À compter du 1er mai 1878, la halte est rétablie mais les trains s'y arrêtent sans laisser monter ni descendre de voyageurs. Les riverains protestent : un bâtiment voyageurs est construit au-dessus des voies.
En 1908, on ouvre un accès sur la rue d'Aubervilliers, où un escalier descend vers les quais depuis un édicule. Un système complexe de passerelles relie la halte à la station Est-Ceinture établie au sud, sous les grandes lignes, et ouverte sur la rue Curial.
La halte Est-Ceinture est parfois appelée Aubervilliers, pour la différencier de la gare homonyme qui la jouxte.
La gare Rosa-Parks se situe au nord de son emplacement.

#### La station Est-Ceinture
Sur le chemin de fer de l'Est, la station Est-Ceinture se situe tout d'abord au niveau des voies. Dès 1879, un accès au bâtiment voyageurs est aménagé rue Curial : une passerelle enjambe la Petite Ceinture.
En 1892, la plateforme des lignes de l'Est est élargie de deux à huit voies. À cette occasion, on reconstruit la station Est-Ceinture. Perpendiculaire aux voies, elle se trouve en souterrain. Trois volées d'escaliers relient son bâtiment voyageurs aux quais. À leurs extrémités, deux passerelles donnent accès l'une à la sortie vers la rue Curial au sud-est, l'autre à la halte de Petite Ceinture au nord-ouest.

#### Une correspondance peu pratique
À l'origine, un simple chemin de terre assure la correspondance entre les deux arrêts.
Par la suite, on édifie un système de passerelles sur pilotis. Mais le cheminement reste pénible pour le voyageur car :
- très long (un kilomètre environ sépare les deux issues, de la rue d'Aubervilliers à la rue Curial) ;
- compliqué par un parcours non rectiligne, fait de coudes successifs ;
- fatigant à cause des escaliers que nécessitent les dénivellations.

Faute d'ascenseurs jugés trop coûteux, ces installations peu pratiques empêchent tout service d'enregistrement des bagages. Cette lacune constitue une exception sur la Petite Ceinture.

### Fermeture et disparition

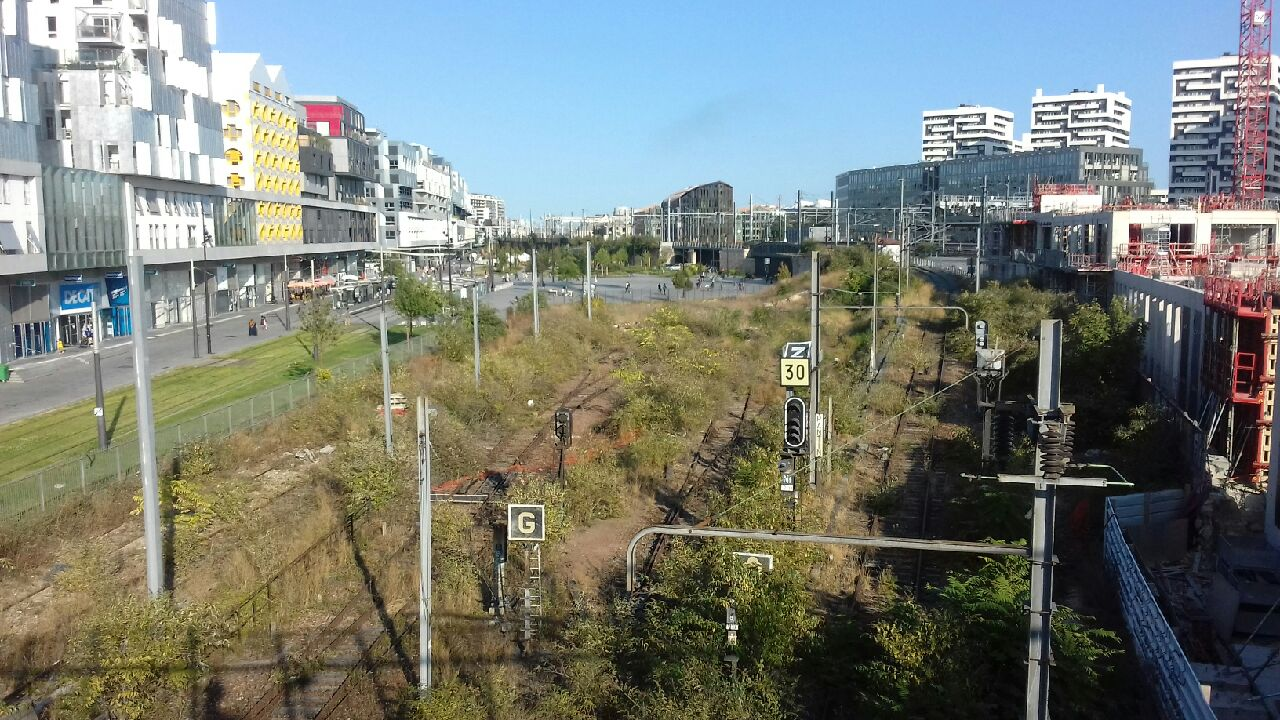
Emplacement de l'ancienne halte Est-Ceinture. Vue depuis la rue d'Aubervilliers. Septembre 2020.

La correspondance de la Petite Ceinture est suspendue le 17 mai 1931 avec les voies du réseau de l'Est.
La station de grandes lignes Est-Ceinture ferme en 1932. La plateforme menaçant de s'affaisser, son bâtiment désaffecté est comblé dans les années 1980. Seul subsiste le fronton portant l'inscription EST-CEINTURE, longtemps visible depuis la rue Curial. Sauvé de la destruction, il couronne un panneau expliquant l'histoire ferroviaire du lieu, à l'entresol de la gare Rosa-Parks.
Comme toutes les gares de la Petite Ceinture, la halte Est-Ceinture ferme au trafic voyageurs le 23 juillet 1934. À la fin des années 1930, ses passerelles d'accès à la station Est-Ceinture sont démolies et ses escaliers condamnés. Son bâtiment voyageurs et ses quais sont détruits vers 1968.